# Jatvingià
El Jatvingià, Yotvingià o Sudovià és una llengua indoeuropea del grup bàltic extinta al segle xvi, molt relacionada amb l'antic Prussià. Antigament es parlava al sud-oest del riu Nemunas en el que avui és Lituània, a l'est de Galíndia i al nord de Yotvíngia.

## Història
Els Sudovians i els Galindians eren dues tribus bàltiques ja esmentades pel geògraf grec Ptolemeu en el segle ii. Sudovià i Jatvingià poden considerar-se dos dialectes d'una mateixa llengua, que es fusionarien cap al segle X quan els dos pobles van crear una Federació conjuntament amb els Dainavians. Quan van ser conquerits pel regne Teutònic la llengua va anar desapareixent i els seus parlants van anar adoptant l'alemany, el lituà o llengües eslaves.
La llengua jatvíngia té sis casos gramaticals: nominatiu, vocatiu, acusatiu, genitiu, datiu i locatiu, així com una complexa morfologia amb una gran varietat de modes gramaticals. Era una llengua fronterera amb els antics dialectes bàltics, i intel·ligible amb l'antic prussià. En queden encara diversos topònims a Polònia, Lituània i Belarús